# 존 볼즈

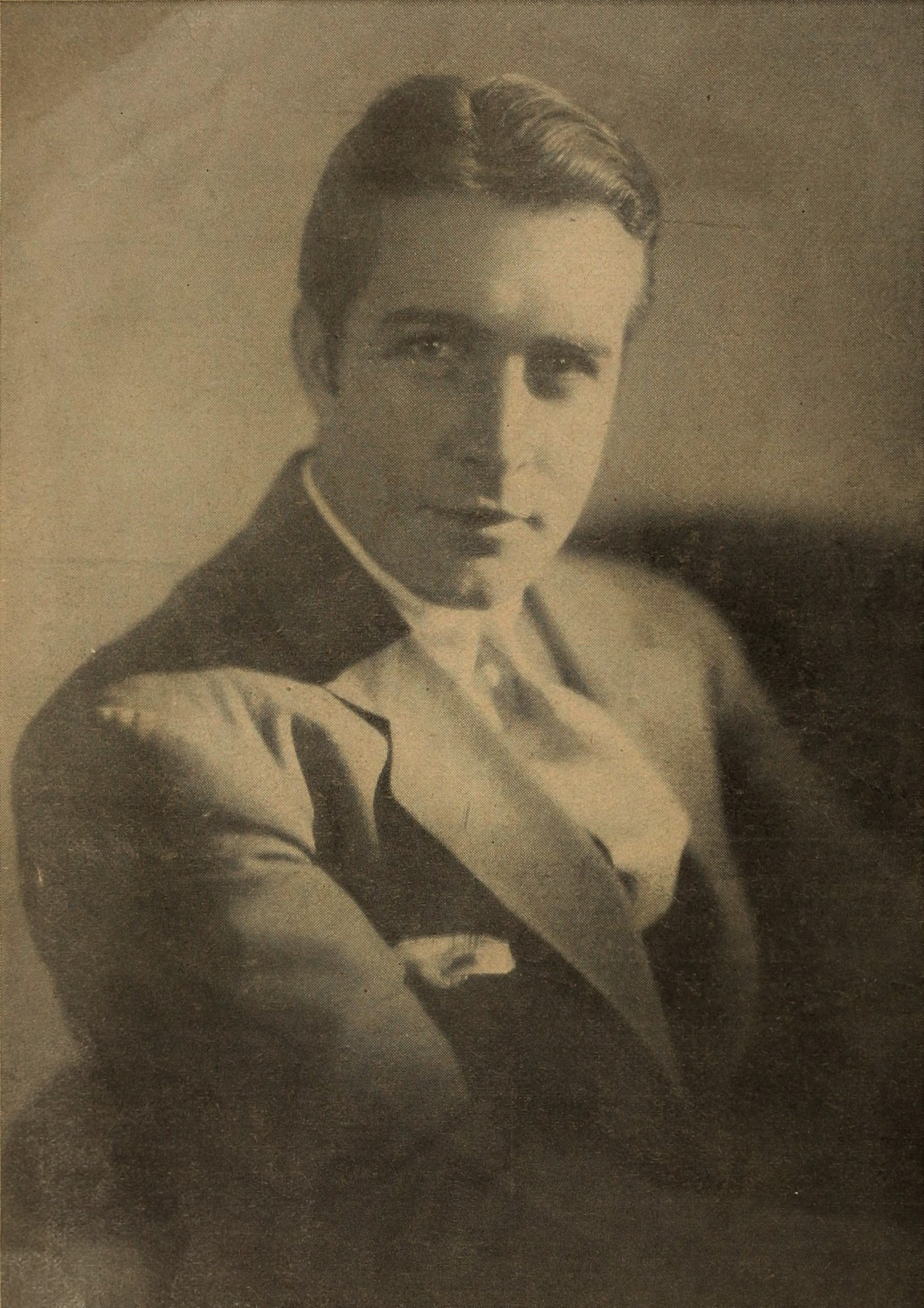

존 볼즈(John Boles, 1895년 10월 28일 ~ 1969년 2월 27일)는 미국의 연극 배우, 영화배우이다.
샌앤젤로에서 사망하였다. 사인은 심근 경색이다.

## 영화
- 바그다드의 아가씨들 (1952년)
- 싸우잰드 치어 (1943년)
- 비트윈 어스 걸스 (1942년)
- 스텔라 달라스 (1937년) - 스티븐 달라스 역
- 꼬마 반항아 (1935년)
- 컬리 탑 (1935년)
- 스탠드 업 앤 치어! (1934년)
- 화이트 퍼레이드 (1934년)
- 온리 예스터데이 (1933년)
- 프랑켄슈타인 (1931년)
- 송 오브 더 웨스트 (1930년)
- 킹 오브 재즈 (1930년)
- 마지막 위험 (1929년)
- 리오 리타 (1929년)
- 사막의 노래 (1929년)
- 파질 (1928년)